# Mandiro
Mandiro is een bestuurslaag in het regentschap Bondowoso van de provincie Oost-Java, Indonesië. Mandiro telt 3682 inwoners (volkstelling 2010).